# 데르비 델라 란테르나
데르비 델라 란테르나(이탈리아어: Derby della Lanterna, 이탈리어어로 "등대 더비"라는 뜻)는 이탈리아 제노바를 연고로 하는 축구 클럽 제노아 CFC와 UC 삼프도리아 간의 지역 더비 경기를 말한다. 경기는 두 클럽이 공유하고 있는 스타디오 루이지 페라리스에서 펼쳐진다.

## 역사적 배경
더비의 명칭은 제노바 항구의 중요한 등대이자 고대 랜드마크인 토르레 델라 란테르나에서 따왔다. 두 팀의 팬들은 서로 다른 점이 있다면 제노아의 서포터들은 대부분 도시 중심지에 출범시켰고 삼프도리아의 팬들도 이에 대응하기 위해 중심지 주변 지역에 창단하였다. 비록 밀라노 더비나 로마 더비만큼의 규모는 아니지만 서포터들 간에 긴장감은 만만치 않다. 제노아가 훨씬 명문 팀이고 이탈리아 전체 축구 클럽 중에서도 오래된 클럽인 데 비해 삼프도리아는 제노아에 비해서 신설 클럽이기 때문에 이것이 라이벌 관계를 부추키는 것이다.

## 역대 전적
| 리그          | 경기수 | 삼프도리아 | 무승부 | 제노아 |
| ------------- | ------ | ---------- | ------ | ------ |
| 세리에 A      | 62     | 22         | 24     | 16     |
| 세리에 B      | 16     | 5          | 6      | 5      |
| 코파 이탈리아 | 12     | 6          | 4      | 2      |
| 종합          | 90     | 33         | 34     | 23     |

## 최근간의 경기들
| 시즌    | 날짜       | 경기          | 홈팀       | 결과 | 원정팀     | 관중 |
| ------- | ---------- | ------------- | ---------- | ---- | ---------- | ---- |
| 1980-81 | 07-12-1980 | 세리에 B      | 삼프도리아 | 1–1  | 제노아     |      |
| 1980-81 | 10-05-1981 | 세리에 B      | 제노아     | 1–1  | 삼프도리아 |      |
| 1982-83 | 28-11-1982 | 세리에 A      | 제노아     | 1–1  | 삼프도리아 |      |
| 1982-83 | 10-04-1983 | 세리에 A      | 제노아     | 2–2  | 제노아     |      |
| 1983-84 | 06-11-1983 | 세리에 A      | 제노아     | 2–0  | 제노아     |      |
| 1983-84 | 18-03-1984 | 세리에 A      | 제노아     | 0–0  | 삼프도리아 |      |
| 1989-90 | 30-08-1989 | 코파 이탈리아 | 제노아     | 0–1  | 삼프도리아 |      |
| 1989-90 | 01-10-1989 | 세리에 A      | 제노아     | 1–2  | 삼프도리아 |      |
| 1989-90 | 11-02-1990 | 세리에 A      | 삼프도리아 | 0–0  | 제노아     |      |
| 1990-91 | 25-11-1990 | 세리에 A      | 삼프도리아 | 1–2  | 제노아     |      |
| 1990-91 | 30-03-1991 | 세리에 A      | 제노아     | 0–0  | 삼프도리아 |      |
| 1991-92 | 27-10-1993 | 세리에 A      | 삼프도리아 | 0–0  | 삼프도리아 |      |
| 1991-92 | 15-03-1992 | 세리에 A      | 삼프도리아 | 2–2  | 제노아     |      |
| 1992-93 | 01-11-1992 | 세리에 A      | 삼프도리아 | 4–1  | 제노아     |      |
| 1992-93 | 28-03-1993 | 세리에 A      | 제노아     | 0–0  | 삼프도리아 |      |
| 1993-94 | 05-12-1993 | 세리에 A      | 제노아     | 1–1  | 삼프도리아 |      |
| 1993-94 | 10-04-1994 | 세리에 A      | 삼프도리아 | 1–1  | 제노아     |      |
| 1994-95 | 06-11-1994 | 세리에 A      | 삼프도리아 | 3–2  | 제노아     |      |
| 1994-95 | 30-04-1995 | 세리에 A      | 제노아     | 2–1  | 삼프도리아 |      |
| 1996-97 | 18-09-1996 | 코파 이탈리아 | 제노아     | 0–0  | 삼프도리아 |      |
| 1996-97 | 22-10-1999 | 코파 아틸리아 | 삼프도리아 | 0–2  | 제노아     |      |

| 시즌      | 날짜       | 경기          | 홈팀       | 결과 | 원정팀     | 관중   |
| --------- | ---------- | ------------- | ---------- | ---- | ---------- | ------ |
| 1999-2000 | 22-10-1999 | 세리에 A      | 제노아     | 1–1  | 삼프도리아 |        |
| 1999-2000 | 19-04-2000 | 세리에 A      | 삼프도리아 | 0–1  | 제노아     |        |
| 2000-01   | 06-11-2000 | 세리에 B      | 삼프도리아 | 2–0  | 제노아     |        |
| 2000-01   | 02-04-2001 | 세리에 B      | 제노아     | 2–0  | 삼프도리아 |        |
| 2001-02   | 04-11-2001 | 세리에 B      | 제노아     | 1–0  | 삼프도리아 |        |
| 2001-02   | 07-04-2002 | 세리에 B      | 삼프도리아 | 0–0  | 제노아     |        |
| 2002-03   | 03-09-2002 | 코파 이탈리아 | 제노아     | 1–2  | 삼프도리아 |        |
| 2002-03   | 14-11-2002 | 세리에 B      | 삼프도리아 | 2–1  | 제노아     |        |
| 2002-03   | 19-04-2003 | 세리에 B      | 제노아     | 0–2  | 삼프도리아 |        |
| 2007-08   | 23-09-2007 | 세리에 A      | 삼프도리아 | 0–0  | 제노아     | 33,060 |
| 2007-08   | 17-02-2008 | 세리에 A      | 제노아     | 0–1  | 삼프도리아 | 37,508 |
| 2008-09   | 07-12-2008 | 세리에 A      | 삼프도리아 | 0–1  | 제노아     |        |
| 2008-09   | 03-05-2009 | 세리에 A      | 제노아     | 3–1  | 삼프도리아 |        |
| 2009-10   | 28-11-2009 | 세리에 A      | 제노아     | 3–0  | 삼프도리아 | 33,265 |
| 2009-10   | 11-04-2010 | 세리에 A      | 삼프도리아 | 1–0  | 제노아     | 34,494 |
| 2010-11   | 2011-02-16 | 세리에 A      | 삼프도리아 | 0–1  | 제노아     | 25,001 |
| 2010-11   | 08-05-2011 | 세리에 A      | 제노아     | 2–1  | 삼프도리아 | 29,465 |
| 2012-13   | 2012-11-18 | 세리에 A      | 삼프도리아 | 3–1  | 제노아     | 32,000 |
| 2012-13   | 2013-04-14 | 세리에 A      | 제노아     | 1–1  | 삼프도리아 | 29,218 |
| 2013-14   | 2013-09-15 | 세리에 A      | 삼프도리아 | 0–3  | 제노아     | 34.292 |
| 2013-14   | 2014-02-02 | 세리에 A      | 제노아     | 0–1  | 삼프도리아 | 29,878 |